# Cottonwood (Idaho)
Cottonwood es una ciudad ubicada en el condado de Idaho en el estado estadounidense de Idaho. En el año 2010 tenía una población de 900 habitantes y una densidad poblacional de 409,09 personas por km².

## Geografía
Cottonwood se encuentra ubicado en las coordenadas 46°3′8″N 116°21′2″O / 46.05222, -116.35056. Según la Oficina del Censo, la localidad tiene un área total de 2,2 km² (0,8 mi²), de la cual 2,2 km² (0,8 mi²) es tierra y 0 km² (0 mi²) (0.0%) es agua.

## Demografía
En el 2000 la renta per cápita promedia del hogar era de $34,167, y el ingreso promedio para una familia era de $39,625. En 2000 los hombres tenían un ingreso per cápita de $30,833 contra $20,833 para las mujeres. El ingreso per cápita para la localidad era de $15,003. Alrededor del 10.7% de la población estaba bajo el umbral de pobreza nacional.